# V Brigada Aérea (Argentina)
La V Brigada Aérea (V BA) es una unidad de combate de la Fuerza Aérea Argentina con asiento en Villa Reynolds, Provincia de San Luis. Es una brigada aérea de caza con una dotación de treinta y dos (32) cazabombarderos McDonnell Douglas OA/A-4AR Fightinghawk de fabricación norteamericana. Su misión es ataque, bombardeo y defensa aérea.
Creada en 1949, tuvo como dotación bombarderos Avro Lincoln de la Segunda Guerra Mundial. Pero es una unidad con una rica historia con el avión McDonnell Douglas A-4B/C Skyhawk, lo que le ha granjeado el apodo de "Cuna de los Halcones". Como es una Unidad Veterana de Guerra de Malvinas, fue declarada "Brigada Heroica" por la Gobernación de la Provincia de San Luis.
Se instala como una base militar durante el gobierno de Toribio Mendoza, años más tarde durante el gobierno de Ricardo Zabala Ortiz pasa a llamarse como la conocemos hoy en día "V Brigada Aérea".
Su escudo representa cosas simbólicas:               
Rayo:Reprensenta la fuerza y velocidad.
Halcón:Porque así se les llama a los pilotos de allí.
Cerro y Río:Representan el Cerro de San José del Morro y el Río Quinto, ya que se encuentran cerca del lugar.
Astas:Porque antes en ese territoria habitaban los pueblos originarios llamados "Los Ranqueles".

## Medios
| Grupo 5 de Caza        | Grupo 5 de Caza                                                 |
| Unidad                 | Medios                                                          |
| ---------------------- | --------------------------------------------------------------- |
| Escuadrón I            | Lockheed Martin O/A-4AR Fightinghawk                            |
| Escuadrón II           | Lockheed Martin O/A-4AR Fightinghawk                            |
| Escuadrón de Servicios | Beechcraft TC-12B Huron (1) Cessna C-182 (2) Hughes 369/500 (1) |

Reseña de aeronaves
- Avro Lincoln (1949-1967)
- McDonnell Douglas A-4P(B) Skyhawk[5] (1966-1999)
- McDonnell Douglas A-4C Skyhawk (1983-1999)
- Lockheed Martin OA/A-4AR Fightinghawk (1997-)
- Reseña de automóviles
- Camión de bomberos para apagar diferentes tipos de incendios: Forestares, de aviones, etc. En el encontramos un tanque de agua de 110-130 L la cual tenía un equipamiento de Jostick que movía una manguera y este disparaba los chorros de agua,polvo químico/espuma
- El polvo químico  lograba que el fuego no se propagara este también se encuentra dentro del tanque hidrante del camión
- El camión hidrante amarillo también contaba con tanques de Ho²
- Máscaras para el humo, camillas de primeros auxilios
- Alicates cortafierro, llaves inglesas , mangueras, equipos de comunicación, etc.
- El camion hidrante verde pequeño. También encargado de los incendios forestales
- Tenía una capacidad del tanque de 70-90 L contaba con un equipo de comunicación con el sector y varias mangueras, camillas auxiliares y máscaras para el oxígeno y equipos de primeros auxilios.
- La marca de este vehículo: marca ford y contaba con un generador
- Marca: robin Rgv6100.e

## Historia
Fue creada el 15 de marzo de 1949.
El 27 de abril de 1966, la FAA creó el Grupo 5 de Caza-Bombardero, formado por los flamantes 49 aviones A-4B Skyhawk comprados en los Estados Unidos de América el 29 de octubre de 1965. La nueva unidad reemplazó al viejo CB-4 en enero de 1967. La V Brigada Aérea inició entonces el difícil trabajo de adaptarse al nuevo avión, que tenía la capacidad de reabastecimiento en vuelo, técnica completamente nueva para la Argentina.
La V Brigada con sus Skyhawk realizó su primer acción de combate el 6 de noviembre de 1975 en el Operativo Independencia, desarrollado en la provincia de Tucumán para eliminar al Ejército Revolucionario del Pueblo.
En 1978 las diferencias entre Argentina y Chile por el conflicto del Beagle llevaron a estos países a una crisis internacional. A mediados de este año, las Fuerzas Armadas argentinas comenzaron a movilizar sus medios al sur del país. En este sentido, la V Brigada realizó ejercicios y operativos en el campo de tiro Las Lajas, Mendoza. La guerra fue evitada por la intervención del cardenal Antonio Samoré logrando el repliegue de las fuerzas. Estas prácticas fructificaron experiencia militar que sería útil apenas cuatro años en el futuro en el conflicto contra el Reino Unido.

### Guerra de las Malvinas
El 2 de abril de 1982 la Argentina tomó las islas Malvinas en la Operación Rosario. La Fuerza Aérea Argentina desplegó sus medios de combate como parte de su plan de operaciones.

### Posguerra
El 31 de diciembre de 1983 el sistema de armas A-4C, perteneciente a la IV Brigada Aérea, fue transferido a la V Brigada. A lzón, siete ejemplares de este modelo quedaban en servicio, desgastados por su uso.

## Organización
- V Brigada Aérea (V BA). Guar Ae Villa Mercedes (Villa Reynolds, SL).[13][14][15]
  - Grupo 5 de Caza (G5C). Guar Ae Villa Mercedes (Villa Reynolds, SL).
  - Grupo Técnico 5 (GT5). Guar Ae Villa Mercedes (Villa Reynolds, SL).
  - Grupo Base 5 (GB5). Guar Ae Villa Mercedes (Villa Reynolds, SL).

Fuentes